# Liste von Theaterpreisen
Ein Theaterpreis ist eine Auszeichnung für Theaterstücke, deren Autoren und Regisseure, Schauspieler, Theatergruppen oder Theaterinstitutionen.

## Europa
- Europäischer Theaterpreis

## Wichtige Theaterpreise im deutschsprachigen Raum
- vor 1951 der Büchnerpreis
- Alfred-Kerr-Darstellerpreis
- Alma-Seidler-Ring
- Barbara Kisseler Theaterpreis
- Bayerischer Theaterpreis
- Boy-Gobert-Preis
- Bonner Theaterpreis
- Brüder-Grimm-Preis des Landes Berlin
- Conrad-Ekhof-Preis
- Deutscher Kinder- und Jugendtheaterpreis
- Deutscher Musical Theater Preis
- Deutscher Theaterpreis Der Faust
- Else-Lasker-Schüler-Dramatikerpreis
- Förderpreis für Regie
- Hersfeld-Preis
- Hein-Heckroth-Bühnenbildpreis
- Kurt-Hübner-Preis
- Otto-Kasten-Preis
- Friedrich-Luft-Preis
- Fritz-Kortner-Preis
- Gertrud-Eysoldt-Ring
- Grillparzer-Ring
- Hans Reinhart-Ring
- Iffland-Ring
- Jakob-Michael-Reinhold-Lenz-Preis für Dramatik
- Karl-Skraup-Preis
- Kainz-Medaille
- Kurt-Meisel-Preis
- Landespreis für Volkstheaterstücke des Landes Baden-Württemberg
- Louise-Dumont-Goldtopas
- Leipziger Bewegungskunstpreis
- Mario-Adorf-Preis
- Max-Reinhardt-Preis
- Nestroy-Ring
- Nestroy-Theaterpreis
- Mülheimer Dramatikerpreis
- O.E. Hasse-Preis
- Osnabrücker Dramatikerpreis
- Raimund-Ring
- Theaterpreis Berlin
- Tilla-Durieux-Schmuck
- Preis der Welti-Stiftung für das Drama
- Ulrich-Wildgruber-Preis
- Kölner Tanz- und Theater-Preise
- Schweizer Theaterpreis

Eine weitere Auszeichnung für Leistungen im Theater ist eine Einladung zum Berliner Theatertreffen. Auch werden in Kritikerumfragen der Zeitschriften Opernwelt und Theater heute jährlich im Sommer zum Abschluss einer Spielzeit unter anderem die Titel Opernhaus des Jahres und Theater des Jahres ermittelt.

## Wichtige ausländische Theaterpreise

### Australien
- Mo Awards

### Bulgarien
- Asker

### Dänemark
- Reumert

### Finnland
- Staatspreis für darstellende Künste
- Skillnaden

### Frankreich
- Grand Prix du Théâtre
- Molière
- Prix Gérard Philipe
- Prix SACD

### Griechenland
- Dimitris-Horn-Preis

### Großbritannien
- Evening Standard Awards
- Clarence Derwent Awards für herausragende Schauspieler am Londoner West End und in den USA für On-Broadway.
- John Whiting Award (Drehbuchautoren)
- Laurence Olivier Award
- Critics’ Circle Theatre Award (vormals Drama Theatre Award) in der Londoner Theaterszene

### Italien
- Le Maschere del Teatro Italiano

### Japan
- Kinokuniya-Theater-Preis
- Kishida-Kunio-Preis

### Niederlande
- Louis d’Or
- Theo d’Or
- Theo Mann-Bouwmeesterring
- Paul Steenbergen-penning

### Norwegen
- Heddaprisen

### Schweden
- O’Neill-Stipendium
- Guldmasken
- Gunn-Wållgren-Preis (Nachwuchspreis)

### Serbien
- Žanka-Stokić-Preis

### Spanien
- Premio Nacional de Teatro
- Premios Max

### Tschechien
- Alfréd-Radok-Preis
- Thalia

### Vereinigte Staaten
- Tony Award für (Broadway-Stücke)
- Clarence Derwent Awards für herausragende Schauspieler On-Broadway und am Londoner West End.
- Obie Award für Off-Broadway-Produktionen
- Drama Desk Award (Off-Broadway-Stücke)
- Joseph Jefferson Awards (Chicagoer Theaterszene)
- New York Drama Critics’ Circle Award, New Yorker Theaterszene
- Theatre World Award (New Yorker Theaterszene)
- Erwin Piscator Award

### Vereinigtes Königreich
- Whatsonstage awards